# Il pappagallo (brano musicale)
Il pappagallo è un brano musicale composto da Sergio Endrigo e Luis Bacalov con testo di Vinícius de Moraes tradotto dal brasiliano da Sergio Bardotti, fu pubblicato la prima volta nel 45 giri Il pappagallo/San Francesco. e successivamente inserito nell'album L'Arca, una raccolta di canzoni per bambini, nato dalla collaborazione fra Endrigo, Vinicius de Moraes e Gianni Rodari.

## Ispirazione e contenuto
Endrigo racconta che Vinicius aveva visto il suo pappagallo e aveva scritto su un bigliettino "Ma che bello pappagallo, tutto verde rosso e giallo" e lui con Bardotti e Bacalov avevano scritto parole e musica della canzone.

## Altre versioni
- Alessio Lega